# Anne Ridler
Anne Barbara Bradby, coniugata Ridler (Rugby, 30 luglio 1912 – 15 ottobre 2011) è stata una poetessa britannica.

## Biografia
Anne Bradby nacque a Rugby nel 1912 in una famiglia dalla forte tradizione letteraria: oltre a insegnare alla Rugby School, il padre Henry era un poeta dilettante, mentre la madre Violet Milford era autrice di popolari racconti per bambini. Annoverava tra gli zii e i cugini esponenti notevoli del mondo dell'editoria e della musica, mentre il suo pro-prozio John Bird Sumner era stato arcivescovo di Canterbury. Dopo gli studi alla Downe House School, trascorse sei mesi tra Firenze e Roma e, tornata in patria, studiò giornalismo al King's College di Londra. Nel 1938 sposò il tipografo Vivian Ridler, direttore della Bunhill Press, da cui ebbe quattro figli.
Tra il 1935 e il 1940 lavorò per T.S. Eliot alla Faber & Faber: l'influenza di Eliot fu notevole sulla sua produzione letteraria che, dagli anni Quaranta, era caratterizzata da tinte metafisiche e sentimenti cristiani (influenzati, in particolare, dal pensiero di Charles Williams) che l'accompagnarono fino alla morte. Nel 1939 il marito pubblicò la sua prima silloge, Poems, anche se l'intera tiratura andò distrutta l'anno dopo durante i bombardamenti nazisti; il suo secondo volume, A Dream Observed, fu pubblicato da Eliot nel 1941. Nel 1944 scrisse il suo primo dramma in versi, Cain, mentre nel 1945 The Shadow Factory: A Nativity Play fu portato in scena al Mercury Theatre da Martin Browne. Ad essi seguì un'altra mezza dozzina di opere teatrali, rappresentate a Londra e Oxford. Nel 1948 si trasferì con la famiglia a Oxford, dove cantò per l'Oxford Bach Choir per oltre trent'anni. Nel 1954 vinse l'Oscar Blumenthal Prize, mentre l'anno dopo ottenne l'Union League Civic and Arts Foundation Prize.
La sua poesia passò di moda negli anni Sessanta (complice anche la morte di Eliot), ma la poetessa godette di rinnovato interesse di pubblico e critica a partire dagli anni Novanta, quando la Carcanet Press pubblicò una raccolta dei suoi versi (1994). Durante gli anni Settanta, invece, lavorò prevalentemente come librettista e traduttrice, occupandosi principalmente di realizzare traduzioni in inglese di opere liriche di Claudio Monteverdi (L'Orfeo, Il ritorno di Ulisse in patria, L'incoronazione di Poppea), Francesco Cavalli (La Rosinda, L'Eritrea, La Calisto) e Mozart (Don Giovanni, Le nozze di Figaro); un allestimento del Così fan tutte con la sua traduzione fu trasmesso da Channel 4 nel 1988. Le sue traduzioni sono entrate nel repertorio di alcune delle maggiori compagnie inglesi, come l'English National Opera. Nel 1998 ricevette il Cholmondeley Award for Poetry dalla Royal Society of Authors.
Morì di cancro nell'ottobre 2001, all'età di 89 anni, quattro mesi dopo essere stata insignita del titolo di Ufficiale dell'Ordine dell'Impero Britannico per i suoi meriti letterari. Una targa blu la ricorda al numero 14 di Stanley Road, la sua casa di Oxford.